# ロクロナン
ロクロナン （フランス語：Locronan、ブルトン語：Lokorn）は、フランス、ブルターニュ地域圏フィニステール県のコミューン。
古くからの建物が状態良く保存されており、フランスの最も美しい村の1つに登録されている。

## 歴史

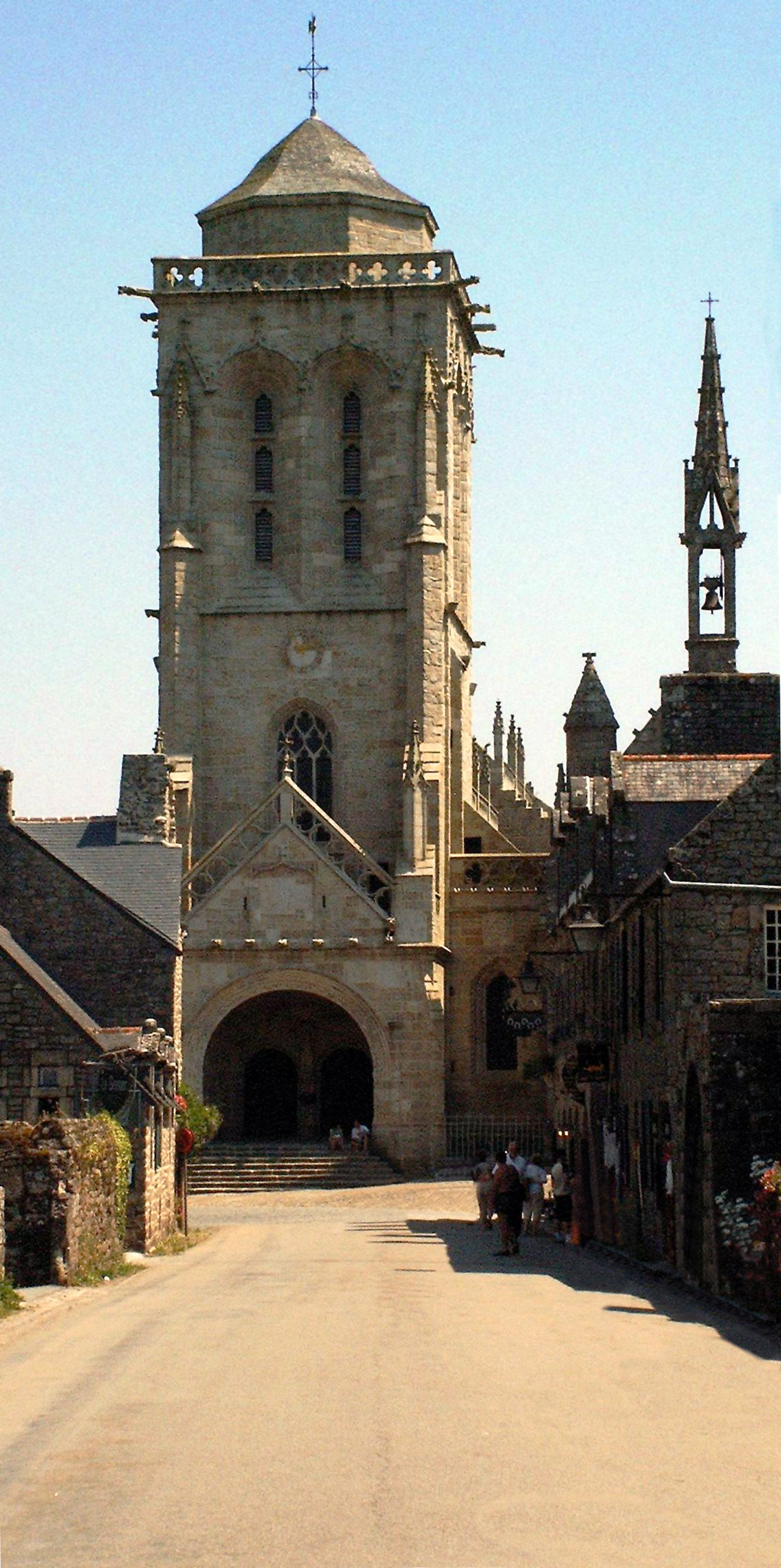
サン・ロナン教会

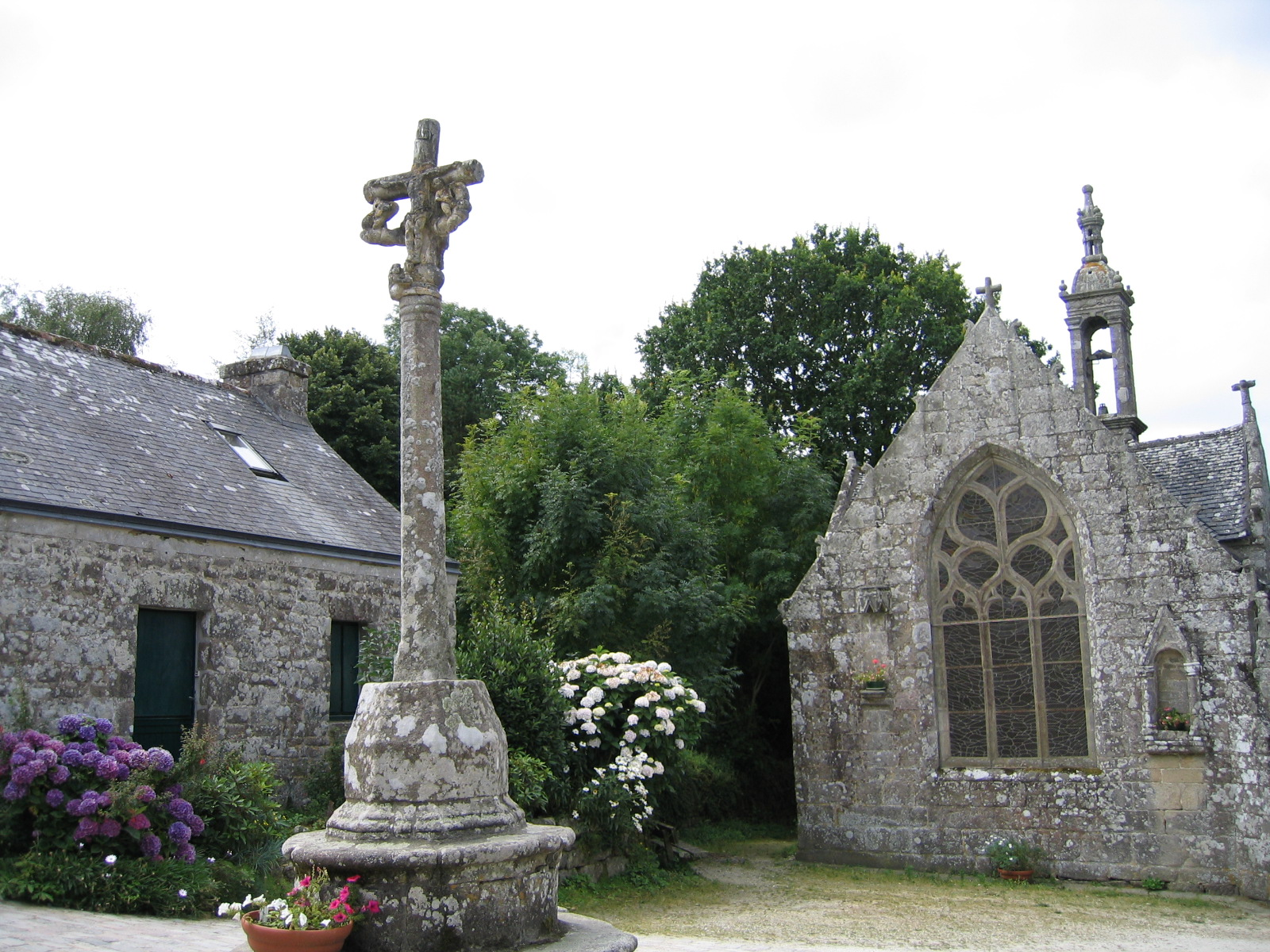
ノートルダム・ド・ボンヌ・ヌーヴェル教会

小さな村が都市の地位に高められたのは1505年、ブルターニュ女公アンヌ・ド・ブルターニュによってであった。15世紀以降、ヘンプ（fr、アマの一種で織物が作られる）の花がロクロナンのどこかしこにも咲いていた。ヘンプの繊維から作られるキャンバス地の布が、小さな町を繁栄に導いた。ロクロナンの工房で作られたキャンバス地は、国境を越え海上ですら広まっていった。帆に貼られるキャンバス地は、王家の船やフランス東インド会社の船、そして外国の海軍からも使いたいと要請が来た。ロクロナンのキャンバス地はアルマダの海戦でスペイン艦隊が使い、シェークスピアは『コリオレーナス』第2幕でその名に触れている。
この繁栄した時代に、灰色の花崗岩で作られた教会、周りの通り、住宅、広場、側臥位の聖人像など、現在見られるほとんどの建造物が作られた。そして毎年7月の第二日曜日トロメニ（fr、ブルターニュにおけるカトリックの巡礼行進）が開かれ、さらに6年ごとに規模の大きなトロメニが行われていた。このトロメニは現代カトリックの宗教行事として受け継がれているが、ルーツはケルト人の信仰に始まっているという。
中世から伝わる言い伝えによれば、ロクロナンにキリスト教を伝えたのは、5世紀にアイルランドから来た聖ロナン（fr）であるという。口頭伝承では、聖ロナンは各日ことにトロメニを行って旅をし、行程で苦行を行っていたという。ロクロナンとはロナンの土地（locus de Ronan）を意味し、聖ロナンの生涯を今に伝えているのである。

## 人口統計
| 1962年 | 1968年 | 1975年 | 1982年 | 1990年 | 1999年 | 2006年 | 2010年 |
| ------ | ------ | ------ | ------ | ------ | ------ | ------ | ------ |
| 715    | 672    | 686    | 704    | 796    | 799    | 800    | 793    |

参照元:1999年までEHESS、2000年以降INSEE

## 映画の舞台
町全体が特異な環境を保っているロクロナンは、1979年にロマン・ポランスキ監督の『テス』が撮影されてから、ジャン=ピエール・ジュネ監督の『ロング・エンゲージメント』など、多くの映画作品のロケ地となっている。